# Saint-Angel (Corrèze)

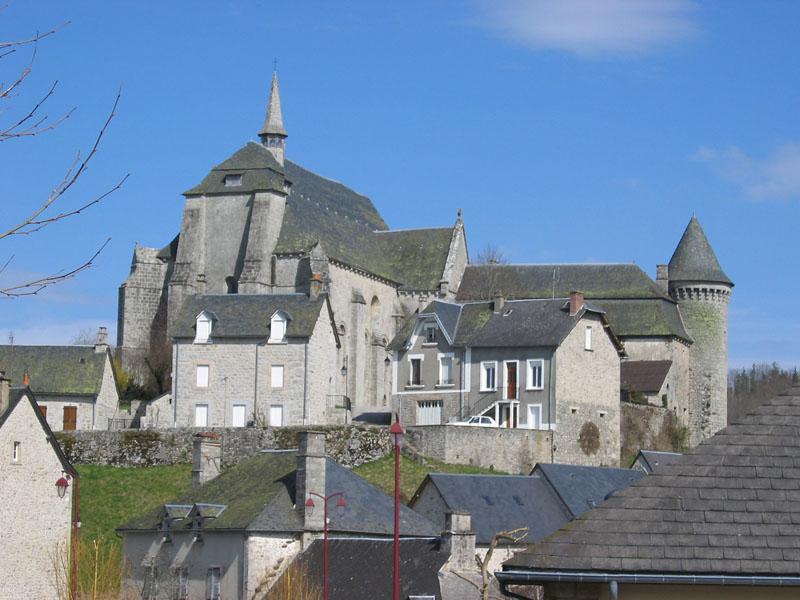
Kościół w Saint-Angel, 2006

Saint-Angel – miejscowość i gmina we Francji, w regionie Nowa Akwitania, w departamencie Corrèze.
Według danych na rok 1990 gminę zamieszkiwało 566 osób, a gęstość zaludnienia wynosiła 12 osób/km² (wśród 747 gmin Limousin Saint-Angel plasuje się na 229. miejscu pod względem liczby ludności, natomiast pod względem powierzchni na miejscu 40.).